# S.E.F. トレス1903
S.E.F. トレス1903（Società di Educazione Fisica Torres 1903）は、イタリア・サルデーニャ自治州サッサリを本拠地とするサッカークラブである。略称はトレス。2015-16シーズンは、セリエD・ジローネGに所属している。

## 歴史
1903年にポリスポルティーヴァ・サッサリ・トレス (Polisportiva Sassari Torres) として設立。2006年に一度破産した後にサッサリ・トレス1903 (Sassari Torres 1903) として再建され、セリエC2（4部）に編入された。2008年、財政難のために再び活動停止し、ASDトレス・カルチョ（Associazione Sportiva Dilettantistica Torres Calcio）として、アマチュアのプロモツィオーネから再び出直しとなった。
2013年、レガ・プロ・セコンダ・ディヴィジオーネ（4部）復帰を果たし、現在のチーム名に改称された。
2014-15シーズンは11位で終えたが、八百長問題が発覚し、翌シーズンのセリエD降格処分が裁定で下された。

## タイトル
なし

## 過去の成績
- 2005-06 セリエC1・ジローネB 3位 財政難で降格
- 2006-07 セリエC2・ジローネA 12位
- 2007-08 セリエC2・ジローネA 13位 破産でプロモツィオーネ降格
- 2008-09 プロモツィオーネ・サルデーニャ・ジローネB 1位 昇格
- 2009-10 エッチェッレンツァ・サルデーニャ 10位
- 2010-11 エッチェッレンツァ・サルデーニャ 2位
- 2011-12 エッチェッレンツァ・サルデーニャ 1位 昇格
- 2012-13 セリエD・ジローネG 1位 昇格
- 2013-14 レガ・プロ・セコンダ・ディヴィジオーネ・ジローネA 12位 降格 特別残留
- 2014-15 レガ・プロ・ジローネA 11位 八百長により降格
- 2015-16 セリエD・ジローネG

## 歴代所属選手
- ジャンフランコ・ゾラ 1986-1989
- アントニオ・ランジェッラ 1999-2002